# Les satellites attaquent
Les satellites attaquent est un jeu vidéo du type shoot 'em up à écran fixe datant de 1981 pour la console Videopac. Le programmeur de ce jeu est Ed Averett. En 1983, sort une version améliorée, intitulée Satellit +, pour Videopac+.

## Synopsis
En tant que capitaine d'un vaisseau spatial de la Fédération terrienne, le joueur doit protéger la planète d'une invasion d'ovnis.

## Système de jeu
Le jeu propose un gameplay proche d'Asteroids sur borne d'arcade et Robotron: 2084. Le vaisseau est équipé d'un canon laser et d'un champ de force. La direction du laser est indiquée par un point blanc dans le champ de force. Il y a trois types d'ovnis. Les plus communs dérivent au hasard. En cas de collision entre eux ils deviennent "magnétiques" et sont attirés par le vaisseau du joueur. Enfin des "soucoupes" apparaissent  de temps à autre et traversent l'écran en diagonale en tirant de puissants lasers en direction du joueur. Les ovnis peuvent être détruits par laser ou par contact avec le champ de force. Les collisions ou l'utilisation du laser draine l'énergie du champ de force et rend le vaisseau vulnérable tant qu'il n'est pas totalement rechargé,. Un ovni détruit rapporte 1 point, un magnétique 3 points et une soucoupe 10 points. Le score maximum pouvant être atteint est 9 999 points.

## Commercialisation
Comme plusieurs des jeux Videopac, les cartouches ont été commercialisées sous différentes marques appartenant à Philips, comme Magnavox, Philips, Radiola, Siera.
Les satellites attaquent existe sous une dizaine de titres différents :
| zone géographique | Titre |
| ----------------- | --- |
| États-Unis        | UFO! |
| Canada            | Guerre aux OVNIS! |
| Europe            | Satellite attack - Satelliten-Angriff - Les satellites attaquent - Satelliet-aanval - Attacco galattico - Satellit krig - Satellitspelet - Los satelites nos atacan - Ataque por satelite |
| Brésil            | OVNI! |
| Japon             | Nazo no UFO |